# Никольский собор (Владивосток)
Свято-Никольский собор (до 1975 года — церковь-школа скорбящей Богоматери памяти русских воинов, погибших в 1904—1905 годах) — православный храм в городе Владивостоке, кафедральный собор Владивостокской епархии Русской православной церкви. Старейший сохранившийся храм города, памятник истории и архитектуры.

## История
Церковь-школа была построена в 1906—1907 годах на пожертвования участников русско-японской войны и жителей Владивостока как храм-памятник русским воинам, погибшим при сражениях с Японией в войне 1904—1905 годов. Вместе со зданием храма были возведены приходская школа и здание библиотеки. Автором проекта выступил главный городской архитектор И. С. Багинов. Строительство храма удалось начать только зимой 1906 года, на объекте работали китайцы. Уже 9 декабря 1907 состоялось освящение церкви-школы во имя иконы Божией Матери «Всех скорбящей радости». Под храмом был построен склеп, где хоронили воинов.
В советское время здание было национализировано, церковная школа и библиотека закрыты, а в 1927 году закрыт и сам храм. С него снесли купола, разрушили колокольню, сбили все культовые архитектурные атрибуты с фасадов. В здании разместили детский дом. Одно время в здании также находились мастерские по изготовлению игрушек. Затем бывшая церковь почти тридцать лет была обычным жилым домом.
При реконструкции здания в 1972—1975 годах над основным объёмом здания было построено пятикупольное навершие, к западному фасаду пристроена трёхъярусная колокольня, к восточном — полукруглая абсида для алтаря. В 1975 году Владивостокский горисполком передал здание в аренду православной общине Свято-Никольского храма на Первой речке, так как старый храм из-за ветхости был разобран. В связи с этим сегодня церковь носит название Свято-Никольской. 8 мая 1976 года восстановленный храм был освящён епископом Иркутским и Читинским Серапионом.
В 1986—1988 годах, по проекту Виктора Обертаса, была произведена реставрация северного придела храма, освящённого во имя иконы Богоматери «Всех скорбящих радость».

## Архитектура
Объёмно-пространственная композиция здания отличается от традиционных архитектурных решений для православных храмов, так как в здании размещались церковь, школы, библиотеки и жилые помещения. Постройка кирпичная, двухэтажная, Г-образная в плане. В основном объёме расположен храм-памятник с жилыми помещениями на втором этаже. В более коротком северном крыле располагались классные комнаты и помещение библиотеки. Неоштукатуренные стены здания декорированы горизонтальными поясками, крестообразными нишами в межоконных простенках. Полуциркулярные окна второго этажа обрамлены сандриками с архивольтом. Над парадным входом, размещавшимся с юной стороны, надстроена четырёхгранная колокольня с шатровой крышей и небольшой главкой на барабане.